# 安藤桂甫
安藤 桂甫（あんどう けいほ）は雛人形作家の名跡。桂甫作安藤人形店店主。

## 歴代
初代 安藤桂甫
本名、安藤桂蔵。1903年（明治36年）に人形店を創業。1905年（明治38年）に京都にて有職雛を創作し、普及につとめた。桂蔵が甫めたことから「桂甫」と名乗った。
二代目 安藤桂甫（1923年1月24日 - ）
本名、安藤忠男。京都府生まれ。1943年、立命館大学専門部経済科卒業と同時に学徒出陣。大刀洗陸軍飛行学校に入隊。終戦後、父・先代桂甫に師事し、人形作りの道へ。雛人形師の中の着付師として活躍した。1957年、京人形組合の理事。現・組合相談役。池坊文化学院教授。
三代目 安藤桂甫（1946年1月5日 - ）
本名、安藤忠彦（あんどう ただひこ）。立命館大学経済学部卒、三代目安藤桂甫。伝統工芸士。京の雛人形の伝統を守りながら、新しい感覚の作品を生み出している。2007年、タイプミポン国王に、また中国温家宝首相に雛人形を献上。2009年、人形業界初の還暦雛・還暦市松を製作した。

## 主な受賞・表彰歴
- 正八位（1945年）
- 紺綬褒章（1965年）

- 京都府伝統産業優秀技術者表彰（1987年）
- 通産大臣指定京人形伝統工芸士表彰（1989年）
- 京人形組合功労賞
- 京都市伝統産業技術功労者表彰
- 京の名工展・春秋会展連続出展
- 現代の名工（卓越技能者）表彰（厚生労働省、2000年）
- 黄綬褒章（2007年）
- 瑞宝単光章（2020年）

## 関連サイト
- 日本人形・雛人形・五月人形の桂甫作 安藤人形店
- 五月人形 鎧・兜 販売 桂甫作安藤人形店